# Prostheclina
Prostheclina Keyserling, 1882 è un genere di ragni appartenente alla famiglia Salticidae.

## Distribuzione
Le sette specie oggi note di questo genere sono diffuse in Australia orientale, prevalentemente nel Queensland.

## Tassonomia
Questo genere è stato rimosso dalla sinonimia con Saitis Simon, 1876 a seguito di uno studio degli aracnologi Davies e Zabka del 1989; lo stesso Zabka insieme a Richardson ha arricchito questo genere di sei nuove specie nel 2007.
A dicembre 2010, si compone di sette specie:
- Prostheclina amplior Richardson & Zabka, 2007 — dal Queensland alla Tasmania
- Prostheclina basilonesa Richardson & Zabka, 2007 — Victoria (Australia), Tasmania
- Prostheclina boreoaitha Richardson & Zabka, 2007 — Queensland
- Prostheclina boreoxantha Richardson & Zabka, 2007 — Queensland
- Prostheclina bulburin Richardson & Zabka, 2007 — Queensland
- Prostheclina eungella Richardson & Zabka, 2007 — Queensland
- Prostheclina pallida Keyserling, 1882[2] — Australia orientale